# جمباز

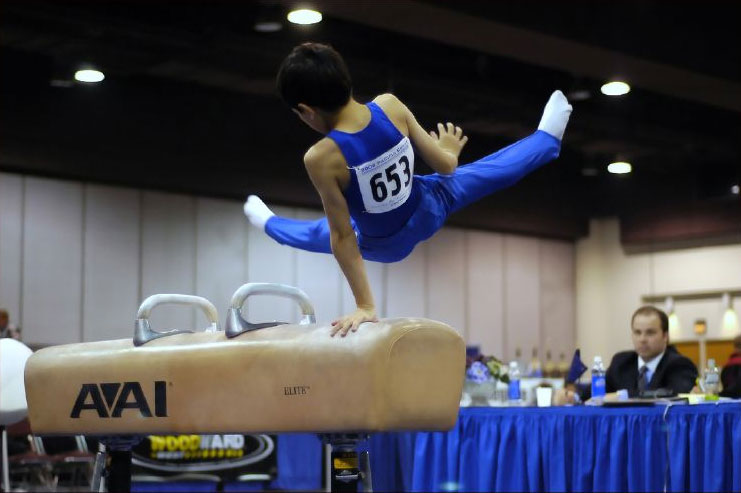
لاعب على حصان الحلق.

الجمباز (بالإنجليزية: Gymnastics)‏ هي رياضة تتضمن أداء سلاسل من الحركات في أجهزة مختلفة ففي كل جهاز سلسلة من الحركات المختلفة. يجمع الجمباز بين القوة والمرونة والسرعة والبراعة. مسابقات الجمباز الفني للرجال تتكون من 6 أجهزة هي البساط الأرضي وحصان الحلق و حصان القفز وحاليا يسمى بطاولة القفز، المتوازي وجهاز العقلة كونا في مجال الجمباز الفني؛ أما مسابقات السيدات تكون في مجالي الجمباز الفني والإيقاعي.

## أصل الكلمة

### جمباز
أصل الكلمة تركي (cambaz) وهي من الفارسية جانباز والتي تتكون من جان أي الحياة و باز أي اللاعب، وتعني اللاعب بحياته أو المُغامر.

### الكلمة العالمية
تتأصل كلمة Gymnastics من اللغة اليونانية القديمة،  من كلمة γυμνάζω «ػُمْنَازُو» أي «تدرّب عارياً».

## التاريخ
طُورت رياضة الجمباز في اليونان القديمة، في أسبرطة وأثينا، وكانت تستخدم وسيلة لإعداد الرجال للحرب.

## أشكال الجمباز
ثمة 6 أشكال للجمباز معتمدة من قبل الاتحاد الدولي للجمباز هي :
- الجمباز الإيقاعي
- الجمباز الفني
- الجمباز البهلواني
- جمباز الأيروبيكس
- جمباز النط
- الجمباز الارضي

يعود تاريخ الجمباز إلى أربعة آلاف سنة خلت، ويذكر بعض المؤرخين أنه مستوحى من البهلوانات في مصر القديمة، الذين كانوا يقفزون ويتشقلبون ويقومون بحركات تحتاج للياقة بدنية كبيرة، وقد أوضحت بعض الرسوم والنقوش الموجودة على جدران الأهرامات والمقابر المكتشفة ذلك. وقد مارس الرجال والسيدات لدى الإغريق الرياضة على أنواعها ومن بينها الجمباز الذي أصبح جزءا من ألعابهم الأولمبية.

## فوائد الجمباز
رياضة تساعد على تقوية عضلات الجسم وتنميتها. ومعظم التمرينات الجمبازية تشتمل على حركات بطيئة متناغمة، ويمكن أداؤها دون الحاجة إلى معدات خاصة. تؤدى التمرينات الجمبازية عادة قبل النشاط الجسدي المضني وبعده للتقليل من خطر التعرض للإصابة ومن ألم العضلات ومن فوائد الجمباز كذلك يساعد على تحقيق توازن الشخص وأن يجعله رشيقا وقويا بدنيا وتعتمد على مرونة الجسم

## قانون الجمباز
والجمْبَاز رياضة يؤدي فيها كل متنافِس تمارين بهلوانية على أنواع مختلفة من معدات الجمباز. ويتبارى فيها فريقان أو أكثر في منافسة في صالة للألعاب الرياضية. وهناك منافسات منفصلة لكل من فرق الرجال والنساء. يراقب الحكّام أداء اللاعب، ويقررون عدد النقاط التي يحصل عليها. وتؤدي رياضة الجمباز إلى تنمية التوازن والتحمل والمرونة والقوة. وتصل معظم لاعبات الجمباز إلى أعلى المستويات في هذه الرياضة خلال الأعمار من 11 إلى 19 سنة، أما بالنسبة للرجال فيبلغ متوسط عمر أبطال الجمباز 21 سنة.

## فريدريك جان
قام الألماني فريدريك جان، وهو مدرس في إحدى مدارس الجمباز الحديثة، ببناء أول معدات الجمباز في أوائل القرن التاسع عشر الميلادي. أصبح الجمباز جزءًا من الألعاب الأولمبية، منذ أن بدأت هذه الألعاب في صورتها الحديثة عام 1896م. وفي سبعينيات القرن العشرين أدت التغطية التلفازية الواسعة للألعاب الأولمبية إلى جعل الجمباز رياضة تستحق المشاهدة.

## مسابقات الرجال
تتكون منافسات الجمباز للرجال من سبع مسابقات تجرى في ترتيب معين. وهي كالآتي:
1. الحركات الأرضية
2. جهاز حصان الحلق
3. جهاز الحلق
4. جهاز حصان القفز
5. جهاز المتوازي
6. جهاز العُقلة
7. عارضة التوازن

ويسمى اللاعب الذي يشارك في كل المسابقات  لاعب جمباز عام، أمّا اللاعب الذي يشارك في مسابقة أو مسابقتين فقط فيسمى لاعب جمباز متخصص.
الحركات الأرضية
تؤدى هذه الحركات على بساط مساحته 12م². يقوم اللاعب بأداء سلسلة من الحركات التي تتطلب التوازن والمرونة والقوة، وتتضمن الوقوف على اليدين، والوثبات، والشقلبات في الهواء، والدورانات. ويجب إنهاء الحركات الأرضية في زمن لا يقل عن 50 ثانية ولايزيد على 90 ثانية.
جهاز حصان الحَلَق
وهو جهاز يبلغ طوله 163سم وعرضه 36سم. ويوجد في أعلاه قبضتان خشبيتان تسميان الحَلَق يبلغ ارتفاعهما عن الأرض 127سم. يرتكز اللاعب على القبضتين بيديه اللتين تحملان جسمه، بينما يؤرجح رجليه في حركات دائرية حول جانبي الحصان وأعلاه بدون توقف. ويقوم اللاعب بأداء حركات تدعى المقص، ويبدأ برجل واحدة على كل جانب، ويبدّل موقع رجليه كلما دار من جانب إلى جانب آخر. ويجب عليه في أحيان كثيرة الاستناد على يد واحدة، بينما يرفع الأخرى ليؤرجح رجليه من تحتها.
جهاز الحَلَق
تجري مسابقة جهاز الحلق على حلقتين تتدليان من ارتفاع 250سم بوساطة أسلاك. يقفز اللاعب إلى أعلى ويمسك بالحلقتين، ويحاول أن يبقيهما ثابتتين أثناء اللعب. وتتضمن الحركات الارتكاز على اليدين والدوران الكامل. ويدعم اللاعب جسمه في أوضاع قوة متباينة تتطلب قدرة فذة. فعلى سبيل المثال، يقوم اللاعب في إحدى الحركات بتدعيم جسمه في الوضع العمودي مع مدّ ذراعيه للجانبين، وتتضمن هذه الحركة أيضاً البقاء في هذا الوضع بدون أي حركة لمدة ثانيتين.
جهاز حصان القفز
تُؤدى مسابقة حصان القفز على جهاز شبيه بجهاز حصان الحلق، ولكنه لا يحتوي على الحلقتين. يقوم اللاعب بالجري عبر ممر الاقتراب، ويقفز إلى الأعلى والأمام من فوق لوحة الارتقاء. ويقوم بوضع إحدى يديه أوكلتيهما على الحصان للاستناد، بينما يحاول تجاوزه. ويمكنه الدوران في الهواء وأداء الشقلبة أو تأدية أي حركة من الحركات العديدة. وفي بعض المباريات يقفز اللاعب قفزتين، وتكون النتيجة النهائية هي متوسط نتيجة القفزتين. أما في البطولات العالمية فيقفز اللاعب مرة واحدة.
قرر الاتحاد الدولي للجمباز تغيير جهاز حصان الفقز وأصبح على شكل طاولة بعرض 110 سم.
جهاز المتوازي
تجرى هذه المسابقة على عمودين خشبيين يرتفعان حوالي 165سم، ويبعد كل عمود عن الآخر مسافة تزيد قليلاً على عرض الكتف. يستند اللاعب بيديه على العمودين، ويقوم بالوقوف على اليدين وأداء حركات بهلوانية أخرى. ويجب أن يحافظ على استقراره في كل حركة من الحركات التي تتطلب الثبات لمدة ثانية أو ثانيتين. إضافة إلى أدائه حركات قوة أخرى تتطلب قدرة عالية وتؤدى ببطء.
جهاز العقلة
تجرى هذه المسابقة على عمود فولاذي مرن بعض الشيء، يرتفع 254سم عن الأرض، ويثبّت بين دعامتين. يمسك اللاعب بالعمود بإحدى اليدين أو بهما معاً، بينما يقوم بالدوران حوله بشكل متكرر. ويقوم اللاعب بأداء بضع حركات بهلوانية بدون توقف كامل. وخلال ذلك يجب أن يعكس وضع جسمه، وهذا يتضمن تغيير القبض على العمود. كما يتطلب منه أداء بعض المناورات، بحيث يترك القضيب، ثم يعاود الإمساك وهو لايزال في الهواء. وينهي بعض اللاعبين هذه المسابقة بترجل رائع. فيدور بسرعة حول القضيب، ويترك القضيب، ويلف حول نفسه أو يقوم بالشقلبة في الهواء قبل الهبوط على الأرض.
المنافسة العامة للرجال. تتكون من ست مسابقات. وفي البطولات الوطنية والدولية يتوجب على اللاعب أداء حركات إجبارية في كل مسابقة، ثم يؤدي اللاعب حركات اختيارية في كل من هذه المسابقات الست بتأدية ما يريد من الحركات. وفي البطولات الدولية تقتصر المشاركة على لاعبي الجمباز العامـين.
احمد مشتهي أفضل لاعب للجمباز لسنة 2011

## مسابقات النساء

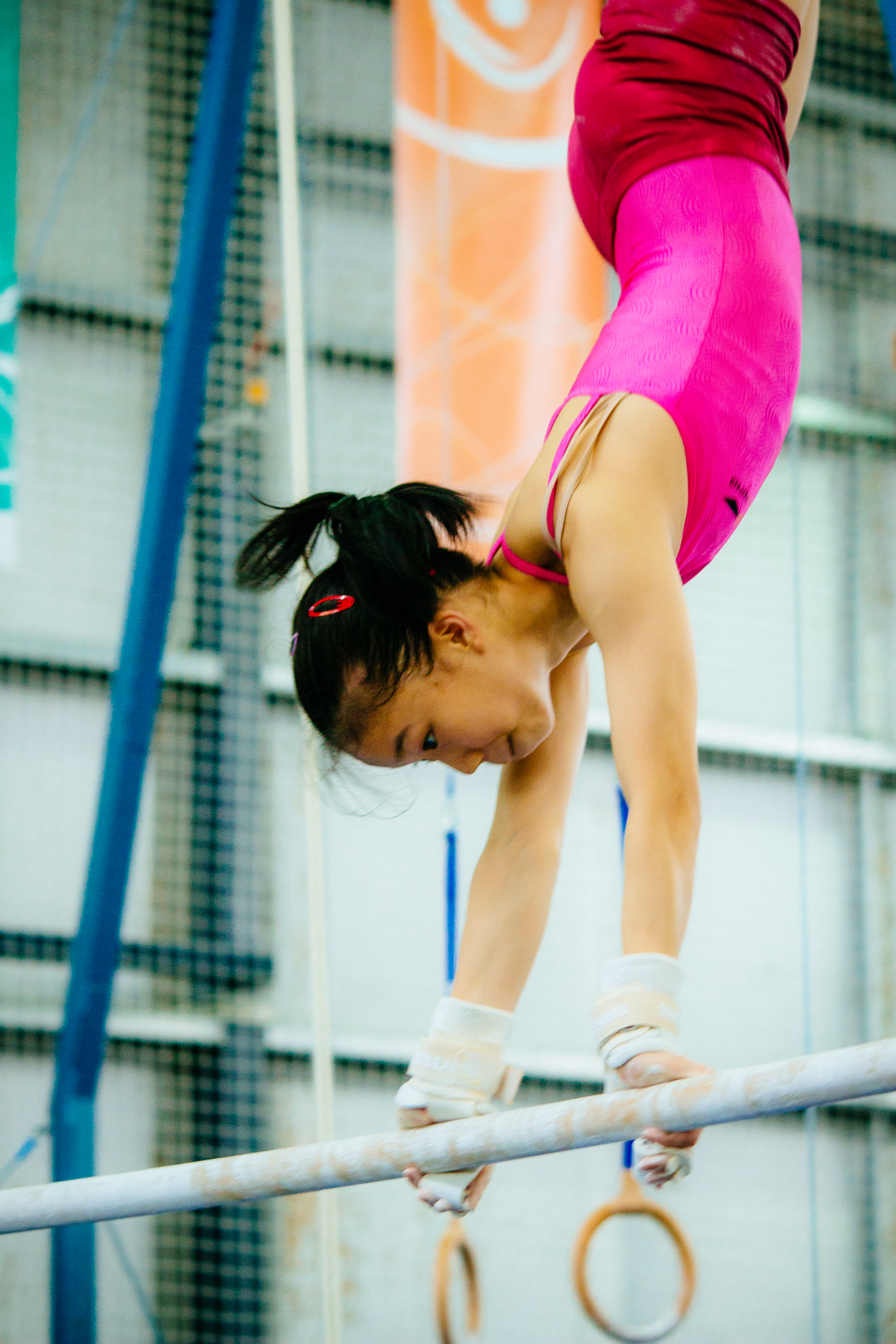
فتاة في مسابقة جمباز ، 2014

مسابقات الجمباز النسوي أربع مسابقات، وهي وفقاً لترتيب أدائها كما يلي:
1. جهاز حصان القفز
2. جهاز المتوازي مختلف الارتفاعات
3. جهاز عارضة التوازن
4. الحركات الأرضية.

جهاز حصان القفز تُؤدى مسابقات جهاز حصان القفز على الجهاز نفسه الذي يستخدم في مسابقات الرجال، إلا أن النساء يقفزن عبر الحصان وليس على طوله. وفي معظم المنافسات تقفز اللاعبة مرتين لكن القفزة ذات النتيجة الأعلى هي التي تسجل.
جهاز المتوازي مختلف الارتفاعات. تتبارى في هذه المسابقة اللاعبات على جهاز مكون من قضيبين خشبيين متوازيين، أحدهما يرتفع 236سم عن الأرض، والآخر يرتفع 157سم. وتدور اللاعبة حول أحد القضيبين في كل مرة مع أداء بعض المناورات التي تتطلب رشاقة ومرونة عالية. وتنتقل اللاعبة بسرعة من قضيب إلى آخر في محاولة للإبقاء على حركة مستمرة.
جهاز عارضة التوازن تجرى هذه المسابقة على عارضة خشبية طويلة عرضها 10سم. وتقوم اللاعبة بالقفز والوثب والجري والشقلبة فوقها، والاستفادة من الطول الكامل للعارضة. وأفضل اللاعبات هي التي تقوم بالحركات اللولبية والشقلبات إلى الخلف ودوران الجسم. ويجب ألا يقل وقت أداء الحركات عن دقيقة وعشر ثوان، ولايزيد على دقيقة وثلاثين ثانية.
الحركات الأرضية تُؤدى الحركات على بساط يشبه البساط المستخدم في مسابقات الرجال، وترافق الحركات موسيقى؛ حيث تحاول اللاعبة تنسيق حركاتها مع الموسيقى التي اختارتها. على اللاعبة أن تأخذ زمناً لايقل عن دقيقة وعشر ثوان ولا تزيد على دقيقة وثلاثين ثانية لإظهار مهاراتها في الحركات البهلوانية والرقص والشقلبة.
المنافسة العامة للنساء. تتضمن هذه المنافسة كل المسابقات الأربع. وفي المسابقات الوطنية والعالمية تؤدي كل لاعبة حركات إجبارية في كل مسابقة ثم حركات اختيارية. ويسمح لعموم لاعبات الجمباز بالاشتراك في المنافسات العالمية.

### الجمباز الإيقاعي
نوع خاص من منافسات الجمباز، تقوم فيه اللاعبة بأداء حركات إيقاعية تتخللها بعض المناورات، مع استخدام أداة تُحمل في اليد. وهذه الأداة قد تكون كرة أو سوطًا أو طوقًا أو شريطًا أو حبلاً. ويؤدى الجمباز الإيقاعي على بساط شبيه بذلك المستخدم في الحركات الأرضية. ويصاحب أداء اللاعبة موسيقى. وتستغرق الحركات بين 60 و90 ثانية. ويجري تقييم اللاعبات بناءً على رشاقة وصعوبة الحركات التي تقوم بها متضمنة مهارة إطلاق والتقاط الأداة. دخلت مسابقة الجمباز الإيقاعي ضمن الألعاب الأوليمبية الصيفية عام 1984م.

## المنافسات في الجمباز والتحكيم
يراقب الحكام الأخطاء بدقة في الحركات الإجبارية مثل السقوط أو الوضع الجسدي الخاطئ أو حذف الحركات أو البطء والتوقفات خلال الأداء. أما في الحركات الاختيارية فيعطي الحكام النقاط بناء على درجة الصعوبة، والشكل ومجموع الحركات.
وتكون أعلى درجة من عشر درجات لكل مسابقة. ويطرح الحكام نقاطًا كاملة أو أعشار النقاط لكل خطأ. أما في الحركات الاختيارية، فقد يمنح الحكام نقاطًا للحركات الأصيلة والحركات ذات الصعوبات الخاصة.
في مسابقات الرجال يشترك خمسة حكام من بينهم رئيس الحكام في التحكيم. وفي الأغلب لا تستخدم نقاط رئيس الحكام، بل يأخذ رئيس الحكام النقاط التي سجلها الحكام، ويقوم بحذف أعلى وأدنى النقاط.
ويحسب رئيس الحكام الدرجة النهائية بأخذ متوسط النقطتين الوُسطيين؛ فاذا تجاوز الفرق بين النقطتين الوُسْطَيَيْن حدًا معينًا، فإن رئيس الحكام يستخدم نقاطه. وفي البطولات العالمية تؤخذ نقاط أعلى خمسة لاعبين لتجمع وتحسب كنتيجة للفريق.
أما في منافسات النساء، فيكون عدد الحكام ستة من بينهم رئيس الحكام. وتحسب النتيجة بحذف أعلى النقاط وأقل النقاط، ثم يؤخذ متوسط النقاط الأربع الباقية ليكون هو النتيجة النهائية.

## انظرأيضًا
- جمبازيات
- بهلوانيات
- ليوتارد
- رقص الأكرو
- جيمناسيون (اليونان القديمة)
- تورنرز
- المصل اب